# Ана Конюх
Ана Конюх (хорв. Ana Konjuh, 27 грудня 1997) — хорватська тенісистка. 
На юніорському рівні Конюх виграла Відкритий чемпіонат Австралії 2013 року серед дівчат як в одиночному, так і в парному розряді. Вона також здобула перемогу у Відкритому чемпіонаті США 2013 в одиночному розряді. 
Свій перший титул WTA серед дорослих Ана здобула у червні 2015 року на турнірі Aegon Open Nottingham, здолавши у фіналі в трьох сетах Моніку Нікулеску.  
Перший значний успіх у турнірах Великого шолома прийшов до Ани на Відкритому чемпіонаті США 2016, де вона добралася до чвертьфіналу. 
Виступаючи за Хорватію в Fed Cup Конюх має співвідношення виграшів-програшів 10-2. 

## Статистика

### Фінали турніпів WTA

#### Одиночний розряд (1–1)
| Результат | №  | Дата           | Турнір                                            | Поверхня | Супротивниця     | Рахунок       |
| --------- | -- | -------------- | ------------------------------------------------- | -------- | ---------------- | ------------- |
| Перемога  | 1. | 15 червня 2015 | Aegon Nottingham Open, Ноттінгем, Велика Британія | Трава    | Моніка Нікулеску | 1–6, 6–4, 6–2 |
| Поразка   | 1. | 7 січня 2017   | ASB Classic, Окленд, Нова Зеландія                | Хард     | Лорен Девіс      | 3–6, 1–6      |

## Виступи на турнірах Великого шолома

### Одиночний розряд
| Турнір          | 2014 | 2015 | 2016 | 2017 | 2018 | В–П   |
| --------------- | ---- | ---- | ---- | ---- | ---- | ----- |
| Australian Open | 1R   | 1R   | 2R   | 2R   | A    | 2–4   |
| French Open     | Q2   | 2R   | 2R   | 2к   | 1R   | 3–4   |
| Wimbledon       | 3к   | 1R   | 2R   | 4R   |      | 6–4   |
| US Open         | Q1   | 2к   | ЧФ   | 1к   |      | 5–3   |
| Усього          | 2–2  | 2–4  | 7–4  | 5–4  | 0–1  | 16–15 |

### Парний розряд
| Турнір          | 2015 | 2016 | 2017 | В–П |
| --------------- | ---- | ---- | ---- | --- |
| Australian Open | A    | A    | 1R   | 0–1 |
| French Open     | A    | 2R   | 2R   | 2–2 |
| Wimbledon       | 2R   | A    | 3R   | 3–2 |
| US Open         | 1R   | A    | 1R   | 0–2 |
| Усього          | 1–2  | 1–1  | 3–4  | 5–7 |

## Зовнішні посилання
- Досьє на сайті WTA [Архівовано 3 березня 2016 у Wayback Machine.]